# Tiago Gerardo Cloin
Tiago Gerardo Cloin CSsR (* 12. April 1908 in Dongen, Niederlande; † 24. Oktober 1975) war ein niederländischer Ordensgeistlicher und Bischof von Barra.

## Leben
Tiago Gerardo Cloin trat der Ordensgemeinschaft der Redemptoristen bei und legte am 8. September 1928 die Profess ab. Er empfing am 27. September 1933 das Sakrament der Priesterweihe.
Am 9. Dezember 1966 ernannte ihn Papst Paul VI. zum Bischof von Barra. Der Bischof von Breda, Gerard de Vet, spendete ihm am 28. Januar 1967 die Bischofsweihe; Mitkonsekratoren waren der Bischof von Changzhi, Frans Gerard Constantin Kramer OFM, und der Bischof von Essen, Franz Hengsbach.